# Топологическое векторное пространство
Топологи́ческое ве́кторное простра́нство, или топологи́ческое лине́йное простра́нство, — векторное пространство, наделённое топологией, относительно которой операции сложения и умножения на число непрерывны. Термин используется в основном в функциональном анализе.

## Определение
Множество {\displaystyle E} называется топологическим векторным пространством, если
1. {\displaystyle E} представляет собой векторное пространство над полем вещественных или комплексных чисел;
2. {\displaystyle E} является топологическим пространством;
3. Операции сложения и умножения на число непрерывны относительно заданной в {\displaystyle E} топологии, то есть
  1. если {\displaystyle z_{0}=x_{0}+y_{0}}, то для каждой окрестности {\displaystyle U} точки {\displaystyle z_{0}} можно указать такие окрестности {\displaystyle V} и {\displaystyle W} точек {\displaystyle x_{0}} и {\displaystyle y_{0}} соответственно, что {\displaystyle x+y\in U} при {\displaystyle x\in V}, {\displaystyle y\in W};
  2. если {\displaystyle z_{0}=\alpha _{0}x_{0}}, то для каждой окрестности {\displaystyle U} точки {\displaystyle z_{0}} существуют такая окрестность {\displaystyle V} точки {\displaystyle x_{0}} и такое число {\displaystyle \varepsilon >0}, что {\displaystyle \alpha x\in U} при {\displaystyle |\alpha -\alpha _{0}|<\varepsilon } и {\displaystyle x\in V}.

## Примеры
- евклидово пространство;
- банахово пространство.

## Типы линейных топологических пространств
В зависимости от конкретных приложений, обычно на линейные топологические пространства накладываются те или иные дополнительные условия. Ниже перечислены некоторые типы линейных топологических пространств, упорядоченных (с определённой степенью условности) по наличию у них «хороших» свойств.
- Локально выпуклые топологические векторные пространства (для краткости — просто «локально выпуклые пространства»): в таких пространствах каждая точка имеет локальную базу, состоящую из выпуклых множеств. С помощью так называемых функционалов Минковского можно показать, что топологическое векторное пространство является локально выпуклым тогда и только тогда, когда его топология определяется с помощью семейства полунорм. Условие локальной выпуклости долгое время являлось именно тем понятием, на основании которого только и может быть построена теория, богатая приложениями, ведь пространства, не являющиеся локально выпуклыми, могут обладать разнообразными патологическими свойствами, и их геометрия может быть слишком «неестественной» для приложений. Однако, в настоящее время теория локально ограниченных пространств (в общем случае невыпуклых) начала активно развиваться.
- Бочечные пространства: локально выпуклые пространства, где выполняется принцип равномерной ограниченности.
- Стереотипные пространства: локально выпуклые пространства, удовлетворяющие условию рефлексивности, в котором сопряженное пространство наделяется топологией равномерной сходимости на вполне ограниченных множествах.
- Монтелевские пространства: бочечные пространства, обладающие свойством Гейне — Бореля.
- Борнологические пространства[англ.]: локально выпуклые пространства, в которых непрерывные линейные операторы со значениями в локально выпуклых пространствах есть в точности ограниченные линейные операторы.
- LF-пространства[англ.]: LF-пространство — это индуктивный предел пространств Фреше. ILH-пространства — проективные пределы гильбертовых пространств.
- F-пространства: полные топологические векторные пространства с инвариантной (относительно сдвигов) метрикой. В частности, таковыми являются все пространства Lp (p > 0).
- Пространства Фреше: локально выпуклые пространства, топология которых задаётся некоторой инвариантной (относительно сдвигов) метрикой, или, что то же самое, счётным семейством полунорм. Понятие пространства Фреше представляет собой одно из важнейших обобщений понятия банахова пространства. Многие функциональные пространства, представляющие интерес, являются пространствами Фреше. Пространство Фреше можно определять также как локально выпуклое F-пространство.
- Ядерные пространства[англ.]: важный частный случай пространств Фреше; в ядерных пространствах каждое ограниченное отображение со значениями в произвольном банаховом пространстве является ядерным оператором. Ядерные пространства, наряду с банаховыми, являются пространствами Фреше, представляющими наибольший интерес. При этом классы ядерных и банаховых пространств в пересечении образуют класс конечномерных пространств.
- Нормированные пространства: локально выпуклые пространства, топология которых задаётся нормой. Линейные операторы, действующие в нормированных пространствах, непрерывны тогда и только тогда, когда они ограничены.
- Банаховы пространства: полные нормированные пространства. Они представляют собой объект изучения классического функционального анализа; большая часть теорем анализа формулируется именно для банаховых пространств.
- Рефлексивные банаховы пространства: банаховы пространства, естественно изоморфные своему второму сопряжению.
- Гильбертовы пространства: банаховы пространства, норма которых порождается скалярным произведением; несмотря на то, что эти пространства могут быть и бесконечномерными, их геометрические свойства весьма близки к свойствам конечномерных пространств.
- Евклидовы пространства: конечномерные гильбертовы пространства. Всякое локально компактное хаусдорфово топологическое векторное пространство изоморфно (как топологическое векторное пространство) некоторому евклидову пространству.